# Fahrudin Ǵurǵeviḱ
Fahrudin Ǵurǵeviḱ (in macedone Фахрудин Ѓурѓевиќ?; Skopje, 17 febbraio 1992) è un calciatore macedone, attaccante del Baškimi.

## Carriera

### Club
Il 1º luglio 2021 viene acquistato a titolo definitivo dalla squadra albanese del Vllaznia.

### Nazionale
Ha giocato nelle nazionali giovanili macedoni Under-19 ed Under-21.

## Palmarès

### Club

#### Competizioni nazionali
- Coppa d'Albania: 1

Vllaznia: 2021-2022
- Coppa di Macedonia: 1

Makedonija G.P.: 2022-2023